# On Your Toes
On Your Toes ist ein Musical mit der Musik von Richard Rodgers und Gesangstexten von Lorenz Hart. Das Buch entstand in einer Zusammenarbeit von Rodgers und Hart mit George Abbott. Die Uraufführung fand am 11. April 1936 im Imperial Theatre in New York statt.
Die Erstaufführung im Londoner West End fand am 5. Februar 1937 im  Palace Theatre statt. Die westdeutsche Erstaufführung erfolgte in englischer Sprache am 16. September 1990 im Theater im Forum in Ludwigsburg durch das Stuttgarter Ballett.

## Entstehung
Rodgers und Hart unternahmen mit On Your Toes das erste Mal in der Geschichte des „Book musical“ den Versuch, Ballett als handlungstragenden Teil im Stückaufbau zu verwenden. Das Stück thematisiert komödiantisch das Verhältnis zwischen Hoch- und Populärkultur. Anspielungen auf die New Yorker Theatergattungen Vaudeville und Burlesque werden zu einer Musical Comedy mit durchgehender Handlung vereinigt. Was den Bühnentanz betrifft, wird das Ballett La Princesse Zenobia, das die konservativ-russische Schule parodiert, dem als moderne amerikanische Form des Bühnentanzes verstandenen Jazzballett Slaughter on Tenth Avenue gegenübergestellt.

Für die Choreografie gewannen Rodgers und Hart den 1933 in die Vereinigten Staaten gekommenen George Balanchine. Die gemeinsame Arbeit wurde bei den Musicals Babes in Arms (1937), I Married an Angel (1938) und The Boys from Syracuse (1938) fortgesetzt. Balanchine als Begründer des Neoklassizismus wurde für diese äußerst erfolgreiche Parodie des klassischen Balletts allerdings auch angefeindet. Der Erfolg von On Your Toes leitete die Entwicklung zu einer weiteren Integration des künstlerischen Tanzes in das Musical ein. Choreografen wie Jerome Robbins, Agnes de Mille, Katherine Dunham, und Jack Cole wurden in den folgenden Jahren am Broadway engagiert und erlangten durch ihre dortige Arbeit Bekanntheit.

## Handlung
Phil „Junior“ Dolan ist ohne Arg und Dünkel und hat keinerlei Berührungsängste. Aus einer Schaustellerfamilie stammend, hat er es zu einer Professur für „ernste Musik“ an der Knickerbocker University gebracht. Seine Leidenschaft gehört dem Tanz.

Die jungen Leute mögen Jazz; einer seiner Studenten hat das Jazzballett „Slaughter on Tenth Avenue“ komponiert – Junior ist begeistert. Frankie Frayne ist eine seiner Studentinnen und verliebt in ihn. Frankie hat Beziehungen, sie kennt Peggy Porterfield die Mäzenin und Managerin einer russischen Tanzcompagnie. Nachdem Peggy überzeugt ist, wird die Aufführung des Jazzballetts zum gemeinsamen Vorhaben.

Sergei Alexandrowitsch, der Direktor der Ballett-Truppe, kann mit Jazz und modernem Tanz natürlich überhaupt nichts anfangen, allerdings: Peggy ist die Geldgeberin. Primaballerina Vera Baranova gefällt so etwas, sie treibt gerne doppeltes Spiel. Sie benutzt Junior um ihren Liebes- und Tanzpartner Konstantin Morrosine eifersüchtig zu machen. Alexandrowitsch wischt sie ebenfalls eins aus, sie lädt Junior ein im laufenden Stück „La Princesse Zenobia“ zu tanzen. Glücklicherweise halten dann Publikum und Presse die Vorführung für eine gelungene Parodie.

Junior kann sein Glück gar nicht fassen, nun liebt er auch noch zwei Frauen: Frankie und Vera. Es kommt aber noch besser; als Alexandrowitsch Junior das Jazzballett tanzen sieht, engagiert er ihn als Tanzpartner für Vera. Das bringt bei Konstantin Morrosine das Fass endgültig zum Überlaufen – er heuert Killer an, die Junior am Premierenabend erschießen sollen…

## Bekannte Musiknummern
- There’s a Small Hotel
- Glad to Be Unhappy
- Slaughter on Tenth Avenue (Ballet)

## Verfilmungen
- Eine nicht als Musical angelegte Verfilmung von Ray Enright stammt aus dem Jahre 1939.
- Gene Kelly choreografierte und tanzte (mit Vera-Ellen) das Jazzballett Slaughter on Tenth Avenue in dem Film Words and Music (1949) von Norman Taurog.